# Héroes de Falcón
Héroes de Falcón es un equipo profesional de baloncesto venezolano con sede en Punto Fijo, estado Falcón. Compiten en la Conferencia Occidental de la Superliga Profesional de Baloncesto (SPB) y disputan sus partidos como locales Gimnasio Fenelón Díaz.

## Historia
Fundado en febrero de 2021, fue uno de los equipos que debido al fin de la Liga Profesional de Baloncesto —la liga más importante del país— y la creación de la Superliga de Baloncesto, se unió como equipo de expansión a esta última en 2021, en la que estuvo en el grupo A en la burbuja del Parque Miranda. Posteriormente, disputó la Copa Superliga 2021, donde consiguió por primera vez avanzar a la postemporada tras finalizar en el cuarto lugar de su grupo, con récord de 4-8.

## Pabellón
El gimnasio cubierto Fenelón Díaz es un pabellón o gimnasio cubierto multiusos, ubicado en la ciudad de Punto Fijo específicamente en las áreas de la urbanización Jorge Hernández del sector Banco Obrero del municipio Carirubana del estado Falcón. Con una capacidad aproximada de 2000 espectadores, el recinto también es utilizado para la práctica de otros deportes como el fútbol sala.

## Jugadores

### Plantilla 2023
| Num                     | Nac.                | Jugador      | Pos | Altura | Edad    |
| 0                       | Bandera de Colombia | Luis Almanza | P   | 1,96 m | 33 años |
| Entrenador: Iván García |                     |              |     |        |         |